# Marek Heinz
Marek Heinz (ur. 4 sierpnia 1977 w Ołomuńcu) – czeski piłkarz występujący na pozycji napastnika.

## Kariera klubowa
W swojej karierze reprezentował barwy Sigmy Ołomuniec (1996–2000), Hamburgera SV (2000-02), Arminii Bielefeld (2003), Baníka Ostrawa (2003-04), Borussii Mönchengladbach, Galatasaray SK, AS Saint-Étienne oraz Kapfenberger SV.
W 2010 roku został zawodnikiem węgierskiego Ferencvárosi TC. W ciągu jednego sezonu spędzonego w FTC w 25 meczach ligowych zdobył 7 bramek, co było jego najlepszym osiągnięciem od sezonu 2003/2004. Po zakończeniu sezonu prowadził rozmowy o przedłużeniu kontraktu na Węgrzech, lecz z powodów rodzinnych powrócił do rodzinnego Ołomuńca i tamtejszej Sigmy.

## Kariera reprezentacyjna
Z reprezentacją Czech grał na Euro 2004 oraz MŚ 2006.